# Gladicosa euepigynata
Gladicosa euepigynata is een spinnensoort in de taxonomische indeling van de wolfspinnen (Lycosidae).
Het dier behoort tot het geslacht Gladicosa. De wetenschappelijke naam van de soort werd voor het eerst geldig gepubliceerd in 1904 door M. E. Montgomery.